# Mushindamo
Mushindamo ist einer von elf Distrikten in der Nordwestprovinz in Sambia. Er hat eine Fläche von 10.407 km² und eine Einwohnerzahl von 65.335 (2022). Der Distrikt wurde 2016 vom Distrikte Solwezi abgespalten. Der neu geschaffene Distrikt umfasst auch den Wahlkreis Solwezi East.

## Geografie
Mushindamo befindet sich etwa 260 Kilometer nordwestlich von Lusaka. Der Distrikt erhebt sich im Norden bis auf 1400 m und fällt nach Süden bis auf 1200 m ab. Die Westgrenze bildet teils der Fluss Lunga, die Ostgrenze teils der Fluss Chipupushi. Die Grenze zu der Demokratischen Republik Kongo entspricht der Einzugsgebietsgrenze zwischen Sambesi und Kongo. Mushindamo ist die Quelle zweier Flüsse: des namensgebenden Mushindamo und des Kafue, der von den Einheimischen auch als Lwenge River bezeichnet wird.
Der Distrikt grenzt im Osten an die Distrikte Chililabombwe, Chingola und Lufwanyama in der Provinz Copperbelt, im Westen an Solwezi, und im Norden an die Provinz Haut-Katanga in der Demokratischen Republik.

## Wirtschaft
Landwirtschaft ist die wichtigste Wirtschaftstätigkeit im Distrikt. Die Landwirte in der Region bauen Mais und andere Cash Crops an, im Einklang mit der Politik der Regierung zur Diversifizierung in die Landwirtschaft. Zudem gibt es Kupferminen im Distrikt, und es werden neue Lagerstätten gesucht.

## Infrastruktur
Der Distrikt und das Grenzgebiet zu Kipushi hin entwickeln sich zunehmend, da der Distrikt durch das ländliche Elektrifizierungsprogramm an das nationale Stromnetz angeschlossen wurde. 2017 hat die Regierung Gelder für die Sanierung der 130 Kilometer langen Straße Solwezi-Kipushi freigegeben. Während der Regenzeit ist die Straße unpassierbar, was zu eingeschränktem Personen- und Warenverkehr führt. Neben der Sanierung der Solwezi-Kipushi-Straße werden auch Zubringerstraßen, die zu Schulen und Häuptlingspalästen führen, saniert. Der Distrikt verfügt bereits im Bildungs- und Gesundheitssektor über eine bestehende Infrastruktur die allerdings modernisiert werden muss.

## Soziales
AIDS ist auch in Mushindamo ein großes Problem. Daher wurden 2017 zur Sensibilisierung 10.000 Kondome verteilt. Der Distrikt Mushindamo hat fünf traditionelle Führer (Chiefs). Dies sind: Chief Mulonga, Senior Chief Kalilele, Chief Musaka, Chief Chikola, von den Lamba-Sprechern, und Chief Mujimanzovu von den Kaonde.